# Camila María Concepción
Camila María Concepción (California, 1991-21 de febrero de 2020) fue una actriz, guionista estadounidense y activista de derechos transgénero.

## Biografía
Concepción nació en California y creció en Inland Empire y El Monte. Se graduó de la Universidad de Yale con un título en literatura inglesa.
Concepción fue escritora asistente para la serie original de comedia y drama de Netflix de 2020 Gentefied, ayudando a escribir el noveno episodio Project Tacos, dirigido por Andrew Ahn. También fue escritora en la serie de comedia y drama zombi de 2019 Daybreak.
Concepción era una activista de derechos transgénero. Participó en la Iniciativa 5050by2020 de Jill Soloway, abogando por una representación más diversa en la industria del entretenimiento. En 2018, habló sobre la representación transgénero en los medios de comunicación en la Cumbre de Estados Unidos de la Mujer.
Se suicidó el 21 de febrero de 2020, a la edad de 28 años.